# Alchemilla font-queri
Alchemilla font-queri é uma espécie de rosácea do gênero Alchemilla, pertencente à família Rosaceae.